# Tagbilaran

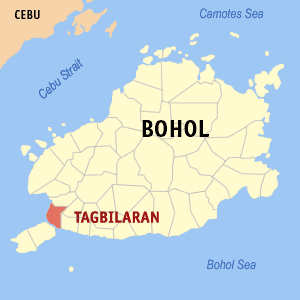
Tagbilaran Citys läge i provinsen Bohol.

Tagbilaran City är en stad i Filippinerna. Den är administrativ huvudort för provinsen Bohol som ligger i regionen Centrala Visayas och har 77 700 invånare (folkräkning 1 maj 2000).
Staden är indelad i 15 smådistrikt, barangayer, varav samtliga är klassificerade som tätortsdistrikt.